# Julio Machado (beisbolista)
Julio Segundo Machado Rondón (1 de diciembre de 1965) es un ex lanzador de relevo diestro venezolano de las Grandes Ligas (MLB) que jugó para los Mets de Nueva York (1989–90) y los Cerveceros de Milwaukee (1990–91). La carrera de Machado se vio truncada cuando fue encarcelado por cargos de asesinato involuntario en Venezuela.
Machado continuó lanzando en Venezuela de 1992 a 1996 mientras luchaba contra el cargo, pero finalmente fue condenado y cumplió casi cuatro años de prisión. Intentó reiniciar su carrera después de ser liberado en 2000, pero nunca pudo obtener un contrato con ningún equipo de las Grandes Ligas.

## Carrera

### En Grandes Ligas
Machado comenzó su carrera con los Mets. Hizo su debut en Grandes Ligas en 1989 y también comenzó la temporada de 1990 con el equipo neoyorquino. Fue degradado al equipo Class AAA Tidewater, donde salvó 8 juegos antes de ser llamado nuevamente al equipo grande en julio. En ese momento, los metropolitanos estaban buscando lanzadores de relevo diestros consistentes, después de haber intercambiado a Roger McDowell el año anterior.
Más tarde, esa temporada, Machado fue cambiado a los Cerveceros, junto con el lanzador Kevin Brown, a cambio del receptor Charlie O'Brien y un jugador de ligas menores .
Machado tenía una buena bola rápida, buen control y disposición para desafiar a los bateadores. También contaba con una bola curva mejor que el promedio y un slider. En una carrera de tres años, registró un récord de 7-5 con 151 ponches y una efectividad de 3.12 en 147 entradas.

### En la liga venezolana
Debutó con las Águilas del Zulia en la temporada 84-85 cuando tenía 19 años de edad. Machado jugó 17 temporadas en la Liga Venezolana de Béisbol Profesional y logró titularse en tres oportunidades (88-89, 92-93 y 99-00).
Para las Águilas, es líder en juegos lanzados con 308; victorias, con 35; ponches, con 411; innings lanzados,  con 572.1; y tercero en salvados, con 45. También obtuvo el premio al Cerrador del Año en la campaña 89-90.

## Condenado por asesinato
Luego de la temporada de 1991 en Grandes Ligas, Machado estaba en Venezuela iniciando la temporada con las Águilas del Zulia, pero el 8 de diciembre de 1991, cuando circulaba por las calles de la ciudad de Barquisimeto, el pitcher tuvo un accidente de tránsito en el cual discutió con Edicta Vásquez, una mujer de 23 años de edad, que era pasajero del vehículo con el cual Machado chocó. La disputa llegó al punto en el que el beisbolista sacó su arma. disparó y mató a Vásquez en el acto. Machado se dio a la fuga, pero terminó entregándose a la policía venezolana antes de que terminara el año. Para enero de 1992, el pitcher estaba preso esperando su sentencia y durante su juicio mencionó que había disparado en defensa propia.
Estuvo recluido en una prisión de Caracas mientras se realizaba una investigación desde mediados de enero hasta principios de marzo. Admitió que disparó, pero dijo que lo hizo en defensa propia, temiendo que lo estuvieran robando. Cuando a Machado se le otorgó la libertad condicional, en espera de un juicio por cargos de asesinato involuntario, no se le permitió salir de Venezuela. En ese tiempo, unos ladrones robaron el automóvil perteneciente a la fiscal del caso, Norma Cosenza, lo llevaron a un lugar apartado y lo quemaron.
El juicio fue demorado por varios años hasta que, en 1996, fue sentenciado a 12 años de prisión, cortando su carrera en Grandes Ligas. En agosto de 1996, luego de que los abogados de Machado trataran de introducir un recurso de apelación, la Corte Suprema de Justicia de Venezuela, confirmó la condena de un tribunal inferior por el asesinato en diciembre de 1991 de Edicta Vásquez. Machado fue puesto en libertad en el año 2000.